# Ginebre de Virgínia
El ginebre o cedre de Virgínia (Juniperus virginiana) és una espècie de conífera de la família de les cupressàcies nativa de l'est d'Amèrica del Nord, del sud-est del Canadà al golf de Mèxic i a l'est de les Grans Planes. És un arbre molt longeu, l'espècimen més antic conegut, de Virgínia Occidental, tenia 940 anys.

## Característiques
Juniperus virginiana és un arbre dens de fulla perenne de creixement lent que en pobres creix en forma d'arbust, però normalment fa de 5 a 20 metres d'alçada, amb un tronc curt de 30 a 100 centímetres de diàmetre, rarament fins a 27 m d'alçada i 170 cm de diàmetre.
L'escorça és de color marró vermellós, fibrosa i es desprèn en tires estretes. Les fulles són de dos tipus; fulles juvenils afilades i esteses en forma d'agulla de 5 a 10 mil·límetres de llarg, i fulles adultes en forma d'escates estretament adprimides de 2 a 4 mm de llarg; es disposen en parelles decussades oposades o, ocasionalment, en verticils de tres. Les fulles juvenils es troben en plantes joves de fins a 3 anys, i com a brots dispersos en arbres adults, generalment a l'ombra. Els cons femenins fan de 3–7 mm de llarg, semblants a baies, de color blau morat fosc amb una coberta de cera blanca que dona un color global blau cel (tot i que la cera sovint es frega); contenen d'una a tres (poques vegades fins a quatre) llavors i maduren entre 6 i 8 mesos des de la pol·linització. La baia de ginebre és un important aliment d'hivern per a molts ocells, que dispersen les llavors amb els seus excrements. Els cons masculins tenen 2–3 mm de llarg i 1,5 mm d'ample, i desprenen pol·len a finals d'hivern o principis de primavera. Els arbres solen ser dioics, amb pol·len i cons de llavors en arbres separats, però alguns són monoics.

## Usos
El duramen de color rosat suau a marró vermellós, de gra fi i suau, és perfumat, molt lleuger i molt durable, fins i tot en contacte amb el sòl. A causa de la seva resistència a la putrefacció, la fusta s'utilitza per a pals de tanca. La fusta aromàtica és evitada per les arnes, per la qual cosa s'utilitza com a revestiment de cofres de roba i armaris. Si està preparat correctament, es poden realitza excel·lents arcs. Les millors porcions del duramen són de les poques bones per fer llapis, però a partir de la dècada de 1940 va ser reemplaçada en gran manera per cedre d'encens.
L'oli de ginebre es destil·la de la fusta, les branques i les fulles. L'oli essencial conté cedrol, que té propietats tòxiques i possiblement cancerígenes. Els cons es fan servir per a donar sabor a la ginebra.
Les tribus natives americanes han utilitzat històricament vares de fusta de ginebre per marcar els territoris de caça tribals acordats. Els comerciants francesos van anomenar Baton Rouge, Louisiana, (que significa "bastó vermell") pel color vermellós d'aquestes vares. Encara s'utilitza en cerimònia per algunes nacions.
Entre moltes cultures natives americanes, el fum del cedre ardent s'utilitza per expulsar els esperits malignes abans de dur a terme una cerimònia, com una cerimònia curativa.
Durant la sequera del Dust Bowl dels anys 1930, el Projecte Forestal dels Estats de la Prada va animar els agricultors a plantar cinturons protectors (tallavents) de cedre a través de les Grans Planes. Creixn sota condicions adverses, són tant tolerants a la sequera com al fred, creixen bé en substrats rocosos, sorrencs i argilosos. La competència entre arbres és mínima, de manera que es poden plantar en files ben separades, i els arbres creixen fins l'alçada màxima, creant un trencament sòlid en poc temps.
S'han seleccionat diverses cultivars per a la plantació de jardineria, incloent 'Canaertii' (estret cònic, femella) 'Corcorcor' (amb una corona densa i erecta, femella), 'Goldspire' (estreta cònica amb fullatge groc) i 'Kobold' (nana). Algunes cultivars anteriorment classificades sota aquesta espècie, en particular 'Skyrocket', són en realitat cultivars de J. scopulorum.
Als Ozarks de Missouri, Oklahoma i Arkansas, el cedre de Virgínia s'utilitza comunament com a arbre de Nadal.